# إطلاق فضائي غير صاروخي

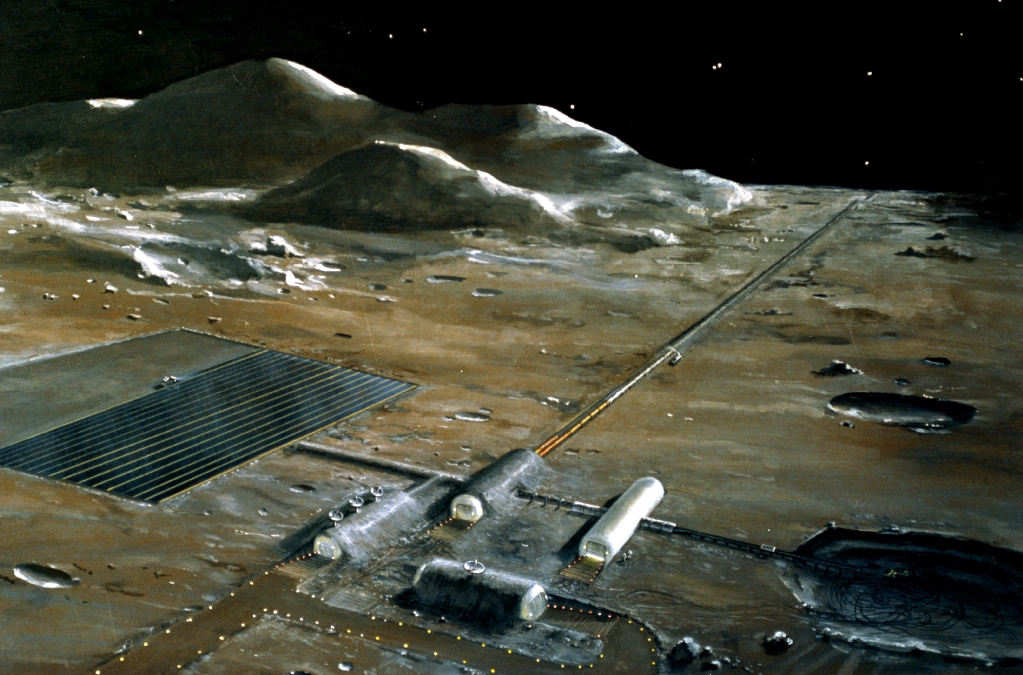

إطلاق فضائي غير صاروخي (بالإنجليزية: Non-rocket spacelaunch)‏، وهو مصطلح يشير إلى المفاهيم المتعلقة بعمليات الإطلاق إلى الفضاء التي يمكن توفير السرعات والارتفاعات اللازمة لها باستخدام وسائل أخرى بدلًا من الصواريخ، أو صواريخ الإطلاق المستهلكة. اقتُرح عدد من البدائل التي يمكن استخدامها بدلًا من صورايخ الإطلاق المستهلكة. ويمكن أن يكون الصاروخ جزءًا فقط من منظومة الإطلاق المستخدمة لدفع المركبة حتى تصل إلى مدارها، مثل نظام الإطلاق المركب، ونظام خطاف السماء «سكاي هوك»، ونظام صاروخ الإطلاق المتزلج، ونظام الصاروخ المُطلق عبر المنطاد «روكون»، ونظام الصاروخ المُطلق جوًا.
تعتبر أنظمة الإطلاق الحالية مكلفةً للغاية في يومنا هذا، إذ تتكلف عملية الإطلاق إلى مدار أرضي منخفض نحو 2500 إلى 25000 دولار للكيلوغرام الواحد. ولهذا، تشكل تكلفة الإطلاق نسبةً كبيرة من تكلفة جميع المهام الفضائية. ويمكن خفض التكلفة الكلية للبعثات الفضائية عند خفض تكلفة الإطلاق. وبسبب الطبيعة المتسارعة للمعادلة الصاروخية، يمكن أن تساهم طرق الحصول على كميات صغيرة من السرعة للوصول إلى مدار أرضي منخفض باستخدام وسائل أخرى غير الصواريخ في خفض تكلفة الوصول إلى المدار بشكل كبير.
يمكن أن تسهل تكاليف الإطلاق المنخفضة، التي تصل إلى عدة مئات من الدولارات لكل كيلوغرام واحد، من تنفيذ بعض المشاريع الفضائية الكبرى مثل مشاريع استعمار الفضاء، والطاقة الشمسية الفضائية، وإعادة تأهيل المريخ.

## الهياكل الثابتة
يستخدم مصطلح «الثابتة» هنا ليعبر عن الجانب الهيكلي من هذا النظام الذي لا يحتوي على أي أجزاء متحركة.

### برج الفضاء
وهو برج يمتد ارتفاعه ليصل إلى الفضاء الخارجي. ويجب أن يمتد ارتفاع هذا البرج ليتخطى حافة الفضاء، أي يكون أعلى من خط كارمان عند 100 كيلومتر، وهذا لتجنب إطلاق المركبات بسرعات مدارية مباشرةً لرفع نقطة الحضيض المداري، ولكن يمكن أن يخفف الطول الأقصر للبرج من الخسائر الناتجة عن قوى السحب الجوي خلال عملية الصعود. ويمكن أن يمتد البرج مباشرةً ليكون على ارتفاع المدار الأرضي الجغرافي المتزامن عند 36000 كيلومتر تقريبًا، وستنجرف المركبات المُطلقة عند هذا الارتفاع بأقل قوة ممكنة لتستقر في مدار دائري حول الأرض. كان عالم الفيزياء الروسي قسطنطين تسيولكوفسكي أول من اقترح فكرة الهيكل الممتد لارتفاع المدار الجغرافي المتزامن. كانت الفكرة الأصلية التي تخيلها تسيولكوفسكي عبارة عن هيكل انضغاط. ولكن كانت فكرة بناء هيكل انضغاط من الأرض إلى الفضاء مهمةً غير واقعية لعدم وجود أي مواد ذات مقاومة انضغاط بالشكل الكافي الذي يُمكِّنها من دعم وزنها في ظل هذه الظروف الصعبة. اقترحت بعض الأفكار الأخرى بناء أبراج انضغاط بارتفاعات عالية جدًا لتقليل الجهد المطلوب من مركبات الإطلاق، إذ تُرفع المركبات الفضائية على قمة هذه الأبراج، والتي يمتد ارتفاعها عن الغلاف الجوي، ثم تُطلق من قمم هذه الأبراج إلى الفضاء. اقتُرحت هذه الفكرة بواسطة العديد من الباحثين لاستخدام الأبراج الطويلة للوصول إلى ارتفاعات قريبة من الفضاء عند 20 كيلومتر تقريبًا.

## هياكل الشد
تقترح هياكل الشد للإطلاق الفضائي غير الصاروخي استخدام أسلاك طويلة وقوية جدًا، تُعرف بالحبال الفضائية، لرفع الحمولات إلى الفضاء. يمكن أن تستخدم هذه الحبال أيضًا في تعديل المدار بعد الوصول إلى الفضاء.

### خطاف السماء
يعتبر خطاف السماء (سكاي هوك) أحد الأنواع النظرية للحبال المدارية الدافعة المستخدمة في رفع الحمولات لارتفاعات وسرعات عالية. تقترح هذه الفكرة تصميمات مدارية ذات حبال تدور بشكل مغزلي بسرعات تفوق سرعة الصوت بكثير لالتقاط الحمولات عالية السرعة، أو الطائرات ذات الارتفاعات العالية ثم تضعها في المدار.

### المصعد الفضائي
يعتبر المصعد الفضائي أحد أنظمة النقل الفضائي المقترحة. يتكون هذا المصعد بشكل رئيسي من سلك على شكل شريطي، يُعرف أيضًا بالحبل الفضائي، مثبت على سطح الأرض وممتد إلى الفضاء أعلى من مستوى المدار الأرضي الجغرافي المتزامن. يظل الجزء العلوي من الحبل مقاومًا للجاذبية بفعل قوى الطرد المركزي الناتجة عن دوران الكوكب حول محوره، وهذا ما يجعل الحبل مشدودًا. يمكن للمركبات الفضائية أن تصعد على هذا الحبل لتصل إلى المدار دون استخدام الدفع الصاروخي.
يمكن أن يُصنع هذا الحبل من أي مادة قادرة على دعم نفسها في ظل قوى الشد عن طريق خفض قطر الحبل تدريجيًا بالشكل الكافي مع اقترابه من سطح الأرض. لا تتوفر أي مواد حاليًا يمكن أن تتميز بالمقاومة النوعية الكافية لصناعة هذه الحبال؛ بسبب الجاذبية الأرضية القوية نسبيًا عند السطح. ستتطلب المواد التقليدية معدل استدقاق مرتفع للغاية، وهذا سيرفع من كتلة الإطلاق لهذا الحبل إلى الفضاء بشكل يجعل إطلاقه أمرًا مستحيلًا بسبب التكلفة. ولكن، اقتُرح استخدام مواد قائمة على الأنابيب النانوية الكربونية أو الأنابيب النانوية لنتريد البورون لتكون عنصر الشد في تصميم هذه الحبال. تتميز هذه المواد بقوى عالية جدًا عند قياسها مقارنةً بكثافتها الطولية. ولهذا، تبشر هذه المواد بإمكانية إنشاء مصعد فضائي على كوكب الأرض.
اقترح العالمان لانديس وكافاريلي أن هيكل الشد «المصعد الفضائي» الذي يمتد إلى الأسفل من المدار الأرضي الجغرافي المتزامن يمكن أن يكون مُدمجًا مع هيكل الانضغاط «برج تسيولكوفسكي» الممتد إلى أعلى من عند سطح الأرض، ليشكلان معًا هيكلًا مدمجًا يمتد من سطح الأرض للمدار الجغرافي المتزامن محققًا مميزات هيكلية تفوق المميزات الخاصة بكل هيكل منهما عند استخدامه على حدى.
يمكن تطبيق فكرة المصعد الفضائي على الكواكب والأجرام الفلكية الأخرى. ولن تكون متطلبات المقاومة النوعية للمواد المستخدمة في صناعة حبال المصعد عاليةً بهذه الدرجة عند إنشاءه على كواكب وأجرام المجموعة الشمسية ذات الجاذبية الأضعف من الأرض، مثل القمر والمريخ. تعد مادة الكيفلار أحد المواد المتاحة التي يمكن استخدامها في صناعة الحبال الخاصة بالمصعد الفضائي على القمر والمريخ.

### الحبال الموجودة داخل الغلاف الجوي
يعتمد هذا النظام على استخدام حبال طويلة موجودة في نطاق الغلاف الجوي للحصول على كافة السرعات المطلوبة، أو جزء منها، للوصول إلى المدار. يُستخدم الحبل لنقل الحركية، الطاقة والزخم، من جسم ضخم وبطيء موجود عند إحدى نهايتيه، مثل طائرة ضخمة بسرعات أقل من سرعة الصوت أو طائرة صغيرة بسرعات أعلى من سرعة الصوت، إلى النهاية الأخرى ذات السرعات التي تفوق سرعة الصوت بكثير (الهايبرسونيك) من خلال الاعتماد على الديناميكا الهوائية أو بفعل الجذب المركزي. يعتبر نظام الإطلاق المعروف بـ«حبل تبادل الحركية (كايت)» أحد التصميمات المقترحة للحبال الموجود داخل الغلاف الجوي.